# Festuca tschujensis
Festuca tschujensis är en gräsart som beskrevs av Viktor Vladimirovich Reverdatto. Festuca tschujensis ingår i släktet svinglar, och familjen gräs. Inga underarter finns listade i Catalogue of Life.